# Francisco Barbosa do Couto da Cunha Sotomaior
Francisco Barbosa do Couto da Cunha Sotomaior (Braga, São Vítor, Casa do Campo da Vinha, 26 de Dezembro de 1827 - ?), foi um empresário agrícola, político e genealogista português.

## Biografia
Era filho primogénito de Pedro Barbosa do Couto da Cunha e Melo (Estarreja, Beduído, 1 de Abril de 1796 - 1 de Dezembro de 1885), Bacharel formado em Leis pela Faculdade de Leis da Universidade de Coimbra, Juiz de Fora em Mogadouro e Juiz Desembargador do Tribunal da Relação Eclesiástica do Arcebispado de Braga, e de sua mulher (Braga, Parada de Tibães, 4 de Outubro de 1834) Mariana Cândida de Sá Sotomaior (Braga, 12 de Outubro de 1806 - 27 de Fevereiro de 1895).
Foi Senhor das Casas de Fontinha, em Estarreja, e das Travessas, em Braga, e, ainda, Administrador do Morgado de Sampaio, junto de Vila Real.
Casou em Braga, Cividade, a 28 de Agosto de 1871 com Maria Cândida Falcão de Azevedo Pereira de Bourbon e Meneses (Braga, 29 de Agosto de 1850 - Estarreja, Beduído, 20 de Janeiro de 1886), Senhora de várias Casas que herdou do 30.º Senhor de Azevedo, 1.º Visconde de Azevedo e 1.º Conde de Azevedo, seu tio materno: a Casa-Solar de Azevedo, em Salvador da Lama, Concelho de Barcelos, a Casa dos Pereira, em Mazarefes, e as Casas da Espinheira, em Vila do Conde e na Póvoa de Varzim, da qual teve cinco filhas e um filho, o 2.º Conde de Azevedo.
Dos vários cargos que desempenhou, destacam-se os de Vereador e Presidente da Câmara Municipal de Estarreja e o de Procurador à Junta Geral do Distrito de Aveiro. Dedicou-se à Genealogia, tendo deixado vários manuscritos, que viriam a pertencer à livraria do Conde de Azevedo.
Foi eleito Deputado para seis Legislaturas: de 1880-1881, pelo Círculo Eleitoral de Estarreja, de que prestou juramento a 14 de Janeiro de 1880, de 1890, pelo Círculo Eleitoral Plurinominal de Aveiro, de que prestou juramento a 13 de Janeiro de 1890, de 1893, pelo Círculo Eleitoral de Aveiro, de que prestou juramento a 13 de Maio de 1893, de 1894, novamente pelo Círculo Eleitoral Plurinominal de Aveiro, de que prestou juramento a 17 de Outubro de 1894, de 1897-1899, pelo Círculo Eleitoral de Estarreja, de que prestou juramento a 30 de Junho de 1897, e de 1900, pelo Círculo Eleitoral anterior, de Estarreja, de que prestou juramento a 8 de Janeiro de 1900. Na primeira Legislatura para que foi eleito, de 1880-1881, fez parte da Comissão Parlamentar de Agricultura, e, na Legislatura de 1897-1899, integrou a Comissão Eleitoral de Petições. Foram estas, aliás, as únicas Legislaturas nas quais Francisco Barbosa do Couto da Cunha Sotomaior teve algum papel, intervindo, no entanto, muito poucas vezes. Levou à Câmara dos Deputados algumas Representações de diferentes interessados de Estarreja e de Aveiro, e co-assinou dois Projectos de Lei. O primeiro destes, apresentado no Parlamento a 10 de Abril de 1880, tinha como finalidade autorizar o Governo a adjudicar a construção e exploração duma linha férrea que ligasse da Beira Alta com a do Norte de Portugal, entre as Estações de Mangualde e Estarreja, e duma outra que, partindo de São Pedro do Sul, na Linha do Rio Vouga, fosse entroncar no caminho de ferro do Rio Douro, próximo de Cinfães. O outro Projecto de Lei foi apresentado a 20 de Maio do mesmo ano de 1880, e nele se defendiam diversas concessões à Câmara Municipal de Braga, para que esta levasse a cabo diversos melhoramentos, entre os quais o aformoseamento do antigo Bairro das Travessas, onde Francisco Barbosa do Couto da Cunha Sotomaior era Proprietário. No ano de 1897, em Sessões Parlamentares de 30 de Julho e 3 de Agosto, levou à Câmara dos Deputados um outro Projecto de Lei, do qual foi autor. Neste documento, previa-se que a Câmara Municipal de Ovar fosse autorizada a continuar a cobrar o imposto de $015 réis em cada litro de vinho e de $012 réis em cada quilograma de carne, que fossem consumidos no Concelho, e que estivessem sujeitos ao imposto do real d'água, não obstante os regulamentos estabelecidos pelo Código Administrativo então em vigor. Segundo o Deputado, a Câmara Municipal de Ovar já cobrava a referida percentagem há décadas, e sendo o preço do vinho e da carne relativamente acessíveis, naquela região, esta seria uma forma expedita de, sem grande reclamação por parte dos contribuintes, a Câmara Municipal fazer face a diversas despesas extraordinárias, advindas da construção dos novos Paços do Concelho e da entrega, pelo Governo, da conservação e polícia da Estrada Real N.º 40 e das Estradas Distritais N.ºs 61 e 62, que passavam no interior da vila. A partir da data da apresentação deste Projecto de Lei, Francisco Barbosa do Couto da Cunha Sotomaior não tornou mais a intervir no Parlamento e, a 28 de Abril de 1900, ser-lhe-ia concedida Licença para sair do Reino de Portugal.
Bibliografia:
- Descendência de Francisco Barbosa da Cunha, que nasceu em Ovar e foi ahi o último capitão d'Ordenanças em antes de se crear o logar de capitão-mor, manuscrito em 1902, composto de 28 folhas[3]
- Árvores de Costado, manuscrito in-fólio[3]
- Famílias do distrito d'Aveiro, manuscrito in-fólio[3]